# Войтешин (платформа)
«Войтешин» (бел. Вайцяшын) — остановочный пункт неподалёку от одноимённой деревни в Берёзовском районе, Брестской области.
Железнодорожная платформа находится на линии Бронная Гора - Белоозерск между платформой Речица и станцией Белоозерск.